# Rome Daily American
«Rome Daily American» — ежедневная вечерняя газета на английском, издававшаяся в Риме в 1946—1981. Старейшее послевоенное англоязычное издание в Италии. К концу 1970-х проигрывало конкуренцию новому таблоиду «International Daily News» и в конце 1981 обанкротилось.

## История
Газета была основана в Риме несколькими бывшими военными журналистами, когда с завершением войны в Италии были прекращены ежедневные выпуски «Stars and Stripes». На тот момент основным конкурентом новой газеты была «International Herald Tribune», но та печаталась в Париже и доставлялась в Рим с двухдневным опозданием.
В 1953 году главным редактором стал австралийский журналист Майкл Кеон, известный своими репортажами о гражданской войне в Китае. Он занимал этот пост до 1963 года.
Карл Бернстин в статье «ЦРУ и медиа» утверждает, что до 1970-х 40% акций газеты принадлежало ЦРУ, а сама газета использовалась при необходимости как «крыша» для оперативников ЦРУ в Риме. На чём основаны эти сведения, в статье не раскрывается, в иных независимых источниках такой информации нет.
В 1970-е в газете началась карьера многих известных затем журналистов. В их числе Билл Грюскин, выпускающий редактор «The Wall Street Journal», научный журналист Стивен Холл, писатель и журналист Чарльз Манн. Однако эти же годы отмечены нарастающими проблемами издания, которое проигрывало конкуренцию новым газетам, в первую очередь «International Daily News». В результате к ноябрю 1981 года газета обанкротилась и была выставлена на торги. К тому времени в штате газеты на постоянной основе работало всего два репортёра. После нескольких неудачных торгов, на которых никто не сделал предложений, газета перешла под внешнее управление и постепенно исчезла из мира прессы. Её преемником можно рассматривать римский журнал «The American», выходящий и в наши дни.

## Прочее
В фильме 1953 года «Римские каникулы» герой Грегори Пека работает в Риме в вымышленном новостном агентстве «American News Service». Однако в Интернете нередко можно встретить указание на «Rome Daily American» как место его работы. Эта реальная газета безусловно могла быть одним из прототипов «American News Service», но из самого фильма это никак не следует.